# Per Adolf Granberg
Per Adolf Granberg, född den 17 april 1770 i Göteborg, död den 5 februari 1841 i Klara församling, Stockholm,  var en svensk skriftställare.

## Biografi
Granberg föddes i Göteborg där hans far, en handlande som gjort konkurs, var anställd vid Ostindiska kompaniet. Under 1790-talet försörjde han sig som privatlärare, bland annat i engelska och franska. 1798 publicerades hans första diktsamling Strödde arbeten.
I början av 1800-talet bosatte han sig i Stockholm där han tillsammans med Carl Elmén anlade ett tryckeri. År 1803 anställdes han som extra ordinarie kammarskrivare i Kammarkollegiet, en tjänst han uppehöll fram till 1807 för att därefter försörja sig som författare.
Som författare var han mycket produktiv. Han uppmärksammades första gången för skriften Äreminne öfver riksföreståndaren Sten Sture d.ä. som prisbelönades av Svenska akademien 1803. Efter detta var han mycket flitig med en mängd skrifter om svensk historia, bland annat tre band om Kalmarunionen och ett engelskt handlexikon. Hans opera Jorund prisbelönades av Svenska akademien 1812.
Den 26 mars 1819 uppförs Granbergs översättning av Shakespeares pjäs Hamlet på Arsenalsteatern med Gustav Åbergsson i huvudrollen. Den var dock omarbetad av Gustaf Fredrik Åkerhielm. Hans pjäs Freyas högtid framfördes vid en galaföreställning i samband med kronprins Oscars bröllop med Josefina av Leuchtenberg 1823.
Som sekreterare i Kungliga Samfundet för utgivande av handskrifter rörande Skandinaviens historia deltog han i publiceringen av samfundets sju första skrifter.
År 1816 blev han sekreterare vid Förvaltningen av Sjöärendena. Från 1822 ingick han i tidningen Anmärkarens redaktion där han behandlade ekonomiska och statistiska frågor. Från 1826 var han sekreterare vid Lantbruksakademin och publicerade skrifter om ekonomi och näringsliv.
Han var från 1811 gift med Jeannetta Vilhelmina Hedmansson. Han fick två döttrar, pjäsförfattarna Jeanette Charlotta (1825-1857) och Louise Elisabeth (1812-1907).